# 沙尔姆昂朗格勒
沙尔姆昂朗格勒（法語：Charmes-en-l'Angle，法語發音：[ʃaʁm ɑ̃ lɑ̃ɡl]）是法国上马恩省的一个市镇，位于该省中北部，属于圣迪济耶区。

## 地理
沙尔姆昂朗格勒（48°22'28"N, 5°0'8"E）面积7.36 平方千米，位于法国大東部大區上马恩省，该省份为法国东北部内陆省份，北起马恩省和默兹省，西接奥布省，西南接科多尔省，东南接上索恩省，东临孚日省。
与沙尔姆昂朗格勒接壤的市镇（或旧市镇、城区）包括：弗拉姆雷库尔、布莱斯龙河畔莱谢尔、布藏库尔、布拉谢、大沙尔姆、布莱斯河畔锡雷。
沙尔姆昂朗格勒的时区为UTC+01:00、UTC+02:00（夏令时）。

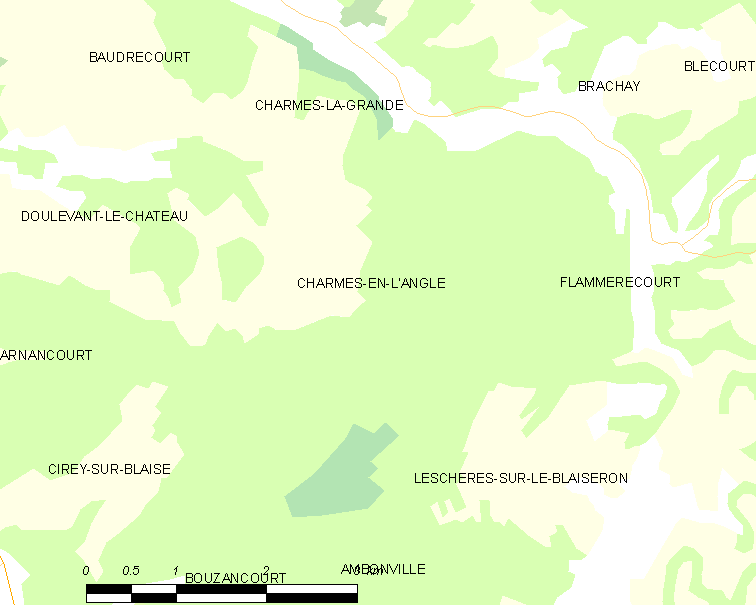
沙尔姆昂朗格勒的OSM定位图

## 行政
沙尔姆昂朗格勒的邮政编码为52110，INSEE市镇编码为52109。

## 政治
沙尔姆昂朗格勒所属的省级选区为茹安维尔县。在2017年法国总统选举中，该市镇没有人投马琳·勒庞。

## 人口
沙尔姆昂朗格勒于2022年1月1日时的人口数量为6人。沙尔姆昂朗格勒是马恩省人口最少的市镇。

1962-2008年间沙尔姆昂朗格勒人口变化图示